# إنديانا جونز (شخصية)
الدكتور هنري والتون «إنديانا» جونز الصغير أو باختصار إنديانا جونز (بالإنجليزية: Indiana Jones)‏، هي الشخصية الأساسية في سلسلة أفلام إنديانا جونز للمخرجين ستيفن سبيلبرغ وجورج لوكاس يقوم بتجسيدها الممثل هاريسون فورد. يشتهر إنديانا جونز بروح الدعابة الساخرة ورهاب الأفاعي وغالبا ما يرتدي بدلة جلدية وقبعة فيدورا مميزة ومن أبرز أسلحته سوط جلدي مصنوع من ذيل ثور.
وأعتبرت الشخصية من أهم الشخصيات الخيالية التي ابرزتها السينما والتي أثرت في الثقافة الشعبية.

## الأفلام التي ظهر بها
ظهرت الشخصية في أربع أفلام وهي:
- Raiders of the Lost Ark سارقو التابوت الضائع 1981
- Indiana Jones and the Temple of Doom إنديانا جونز ومعبد الهلاك 1984
- Indiana Jones and the Last Crusade إنديانا جونز والحملة الأخيرة 1989
- Indiana Jones and the Kingdom of the Crystal Skull إنديانا جونز ومملكة الجمجمة الكريستالية 2008

كما ظهرت الشخصية بدور البطولة في المسلسل التلفزيوني: The Young Indiana Jones Chronicles مذكرات إنديانا جونز الشاب ما بين 1992-1996.